# 新潟県道202号米倉板山新発田線
新潟県道202号米倉板山新発田線（にいがたけんどう202ごう よねくらいたやましばたせん）は、新潟県新発田市内を通る一般県道である。

## 概要

### 路線データ
- 起点：新潟県新発田市大槻字一本木原（新潟県道14号新発田津川線交点）
- 終点：新潟県新発田市本町1丁目（新潟県道32号新発田停車場線交点）

## 地理

### 通過する自治体
- 新潟県新発田市

### 接続する道路
- 新潟県道14号新発田津川線（起点：新発田市大槻字一本木原）
- 新潟県道60号住吉上館線（新発田市石喜地内で重複）
- 新潟県道535号八幡新田島潟線（岡田交差点）
- 国道290号（法務局前交差点 - 新発田市本町3丁目で重複）
- 新潟県道32号新発田停車場線（終点：新発田駅前交差点）

### 周辺
- JR羽越本線 新発田駅
- 法務省 新潟地方法務局 新発田支局
- 国税庁 関東信越国税局 新発田税務署
- 日本年金機構 新発田年金事務所
- 新潟県立新発田病院
- 医療法人社団有心会 有田病院
- 新発田地域広域事務組合消防本部 新発田消防署 中央出張所
- 北陸職業能力開発大学校附属新潟職業能力開発短期大学校
- 新潟県立新発田商業高等学校
- 新発田市立川東中学校
- 新発田市立川東小学校
- 新発田市立外ヶ輪小学校
- 川東郵便局
- 新発田諏訪町郵便局
- 新発田東新町簡易郵便局
- 新発田豊町簡易郵便局
- 日東アリマン 本社・本社工場（日東ベスト関連会社）
- 東和製作所 本社・工場（金属部品精密加工・精密測定検査）
- ウオロク 緑店
- ファミリードラッグ 新発田本町店
- 新発田中央公園
- 加治川